# Segeža (Carelia)
Segeža (in russo Сегежа?, in finlandese Sekee o Sekehe, in careliano Segeža) è una città della Russia nella Repubblica di Carelia, che ospita una popolazione di circa 30.000 abitanti. La città è situata sulle rive del Lago Vygozero a circa 260 km a nord di Petrozavodsk. Fondata nel 1914 lungo la linea ferroviaria che porta a Murmansk, ha ottenuto lo status di città nel 1941 ed è capoluogo del Segežskij rajon.